# Verfeil (Haute-Garonne)
Verfeil település Franciaországban, Haute-Garonne megyében. Lakosainak száma 3867 fő (2022. január 1.). Verfeil Montpitol, Belcastel, Garrigues, Lavaur, Teulat, Bonrepos-Riquet, Bourg-Saint-Bernard, Gauré, Saint-Jean-Lherm, Saint-Marcel-Paulel és Saint-Pierre községekkel határos.

## Népesség
A település népessége az elmúlt években az alábbi módon változott:
| Lakosok száma | 1540 | 2000 | 2265 | 2914 | 3384 | 3502 | 3595 | 3658 | 3727 | 3867 |
|               | 1968 | 1982 | 1990 | 2006 | 2013 | 2015 | 2017 | 2019 | 2020 | 2022 |

## Műemlékek

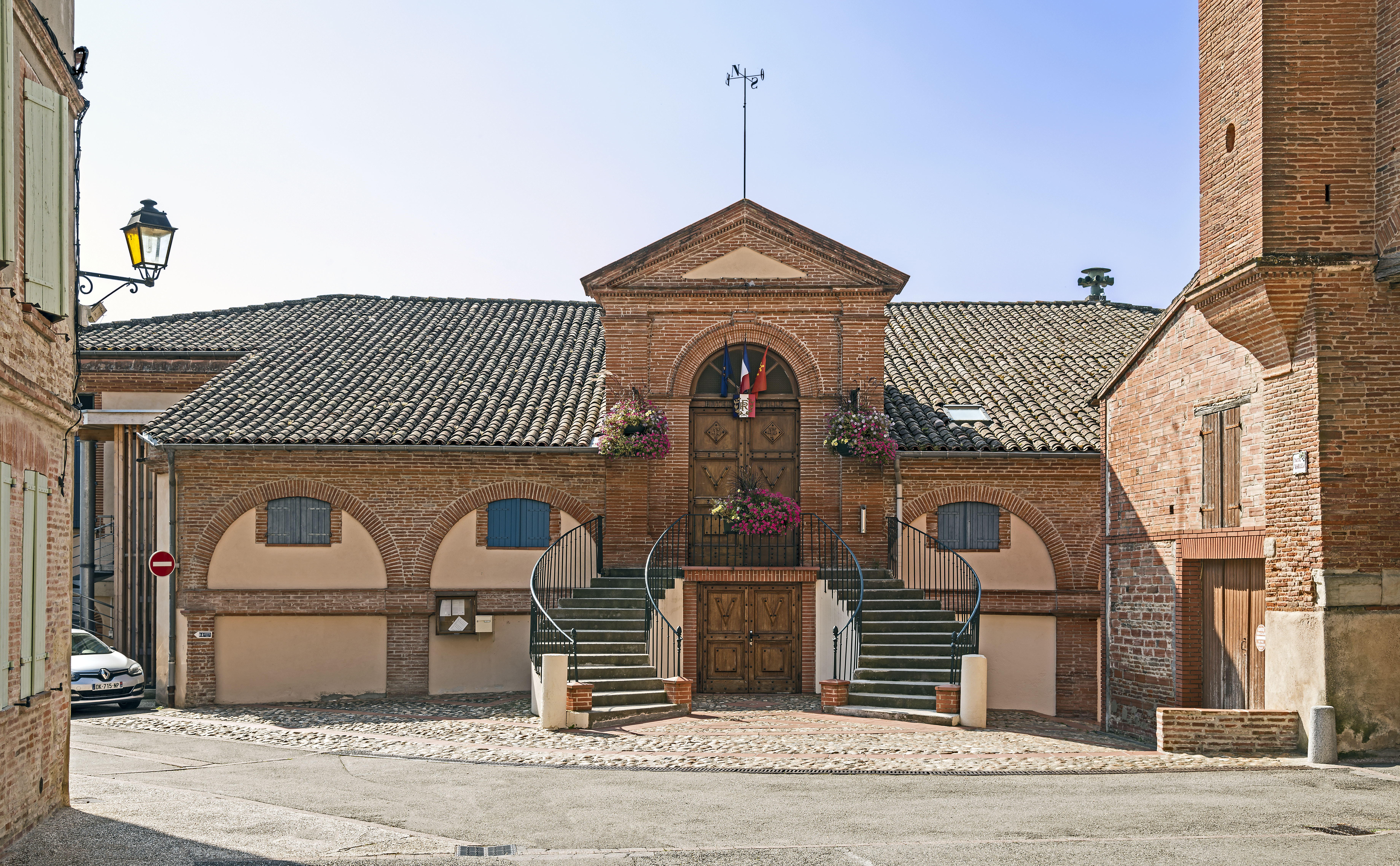
A városháza
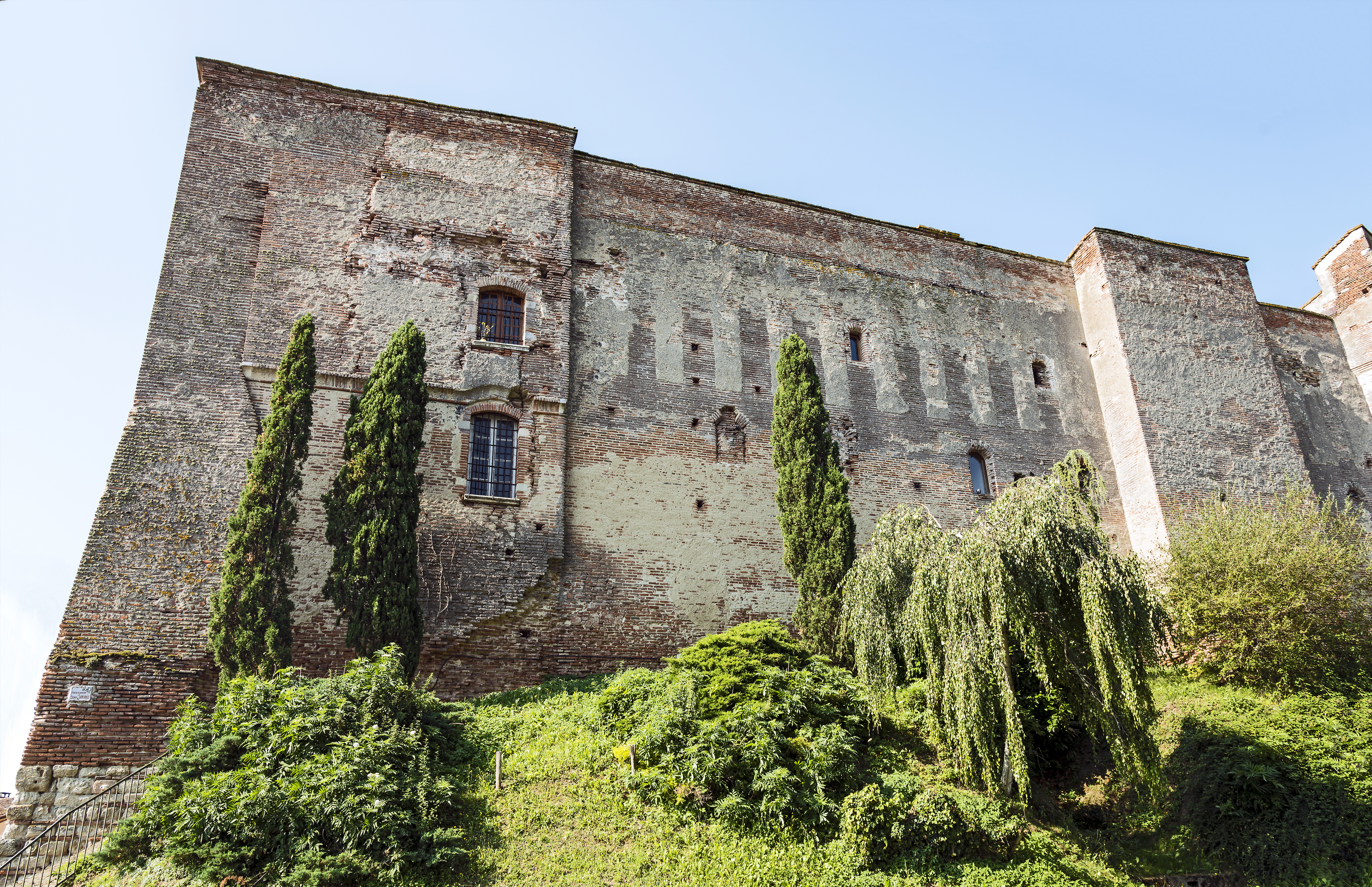
A vár
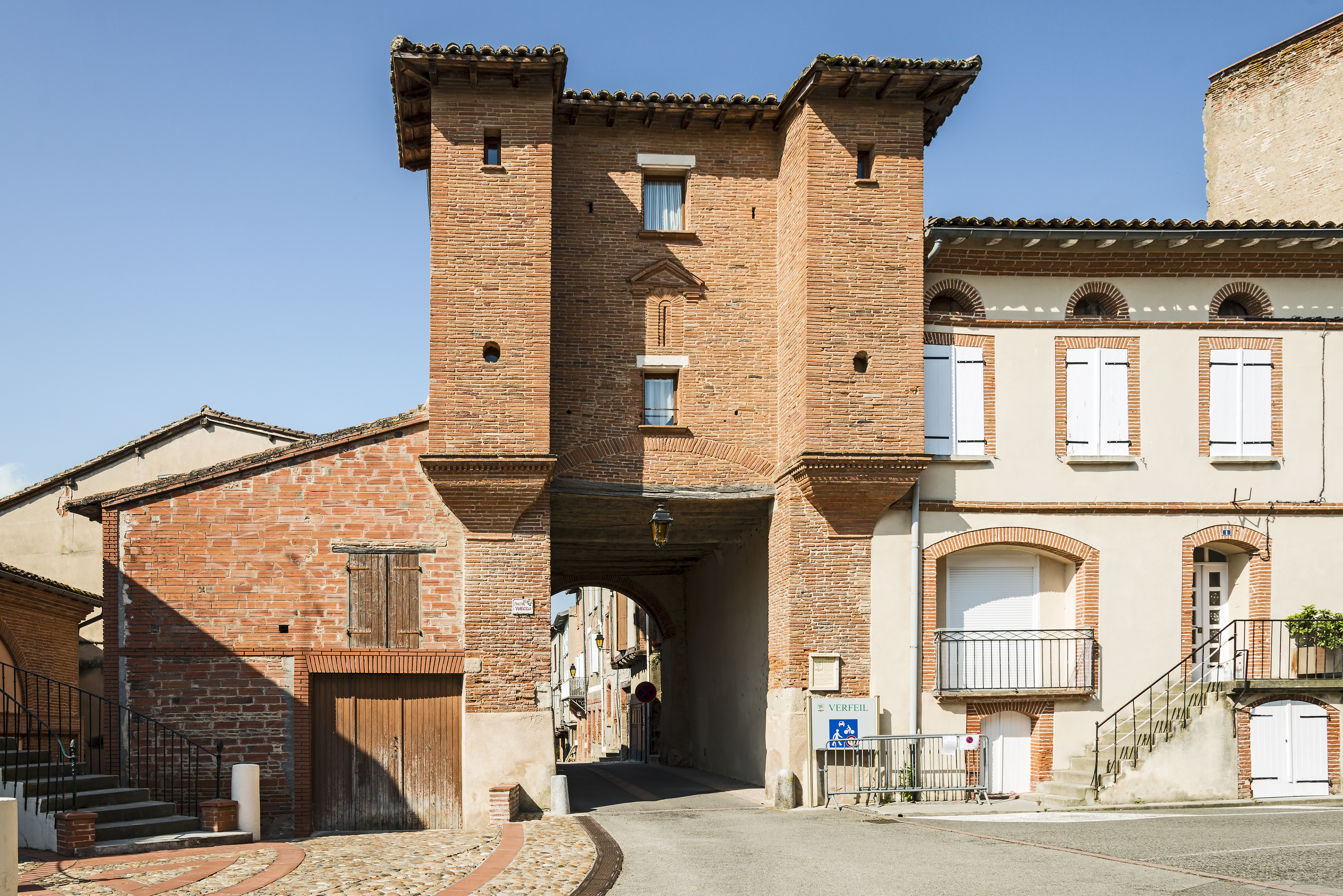
A „Vaureze” kapu
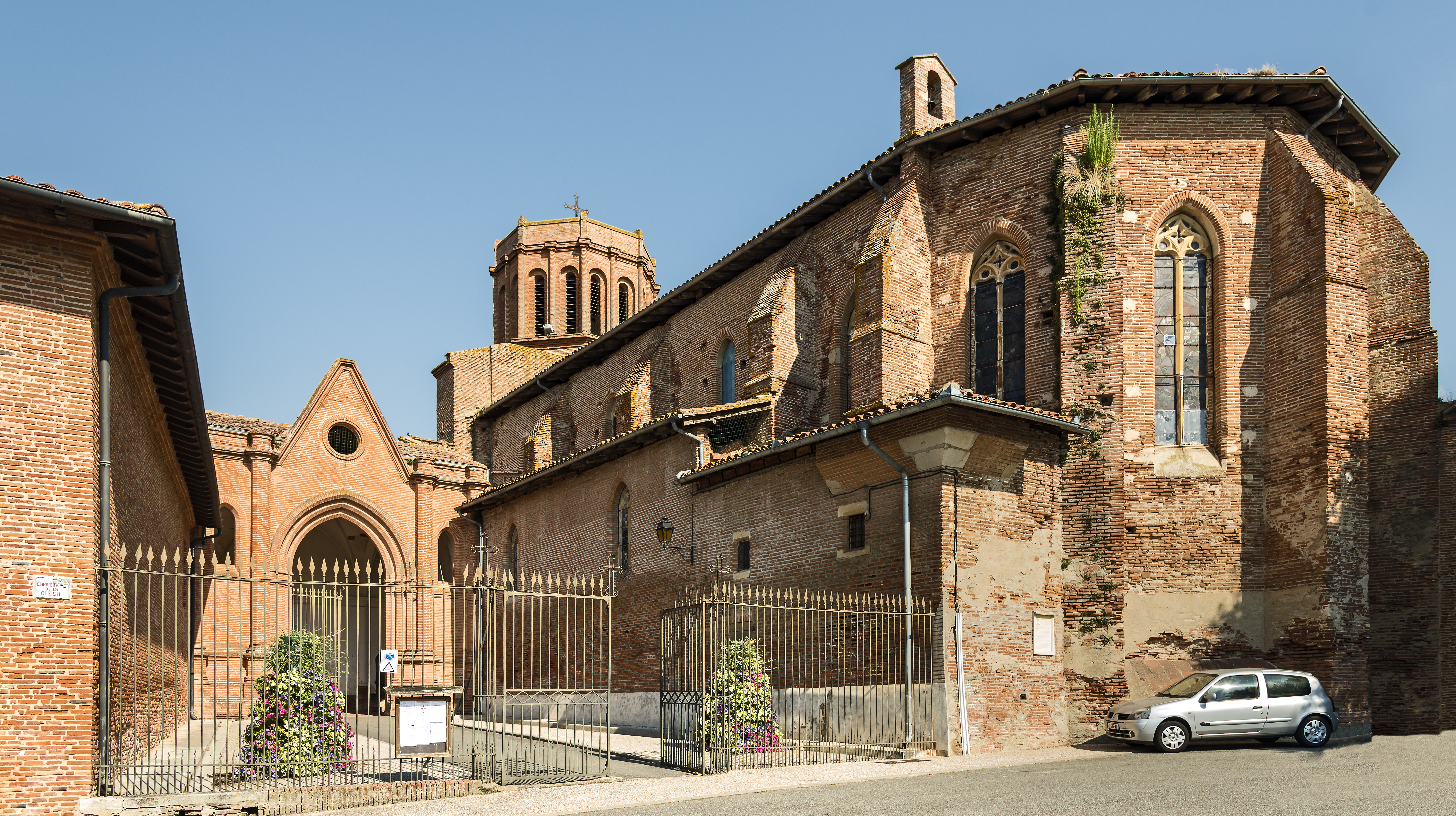
A Szent Balázs templom
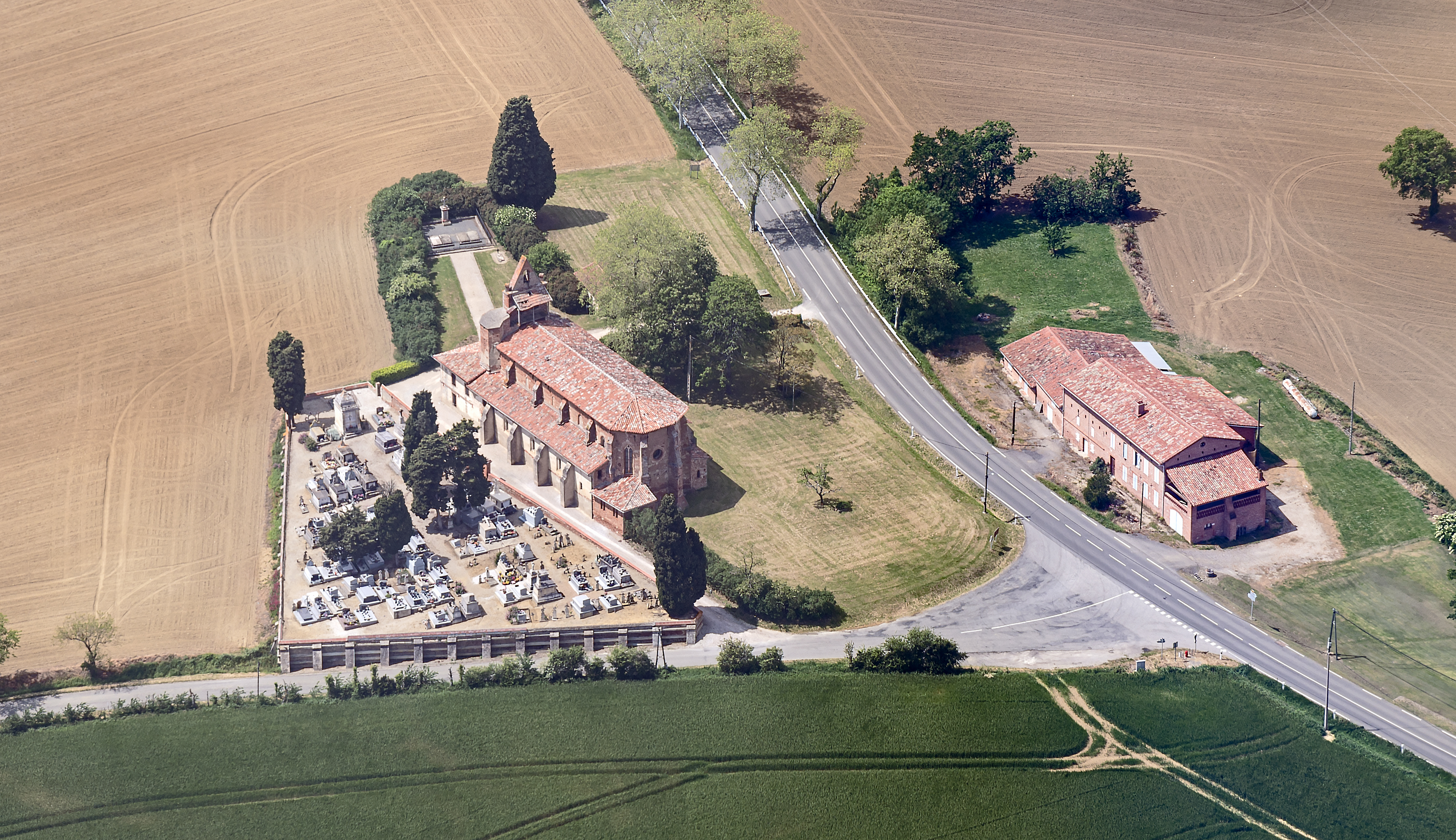
A Saint-Sernin-des-Rais templom
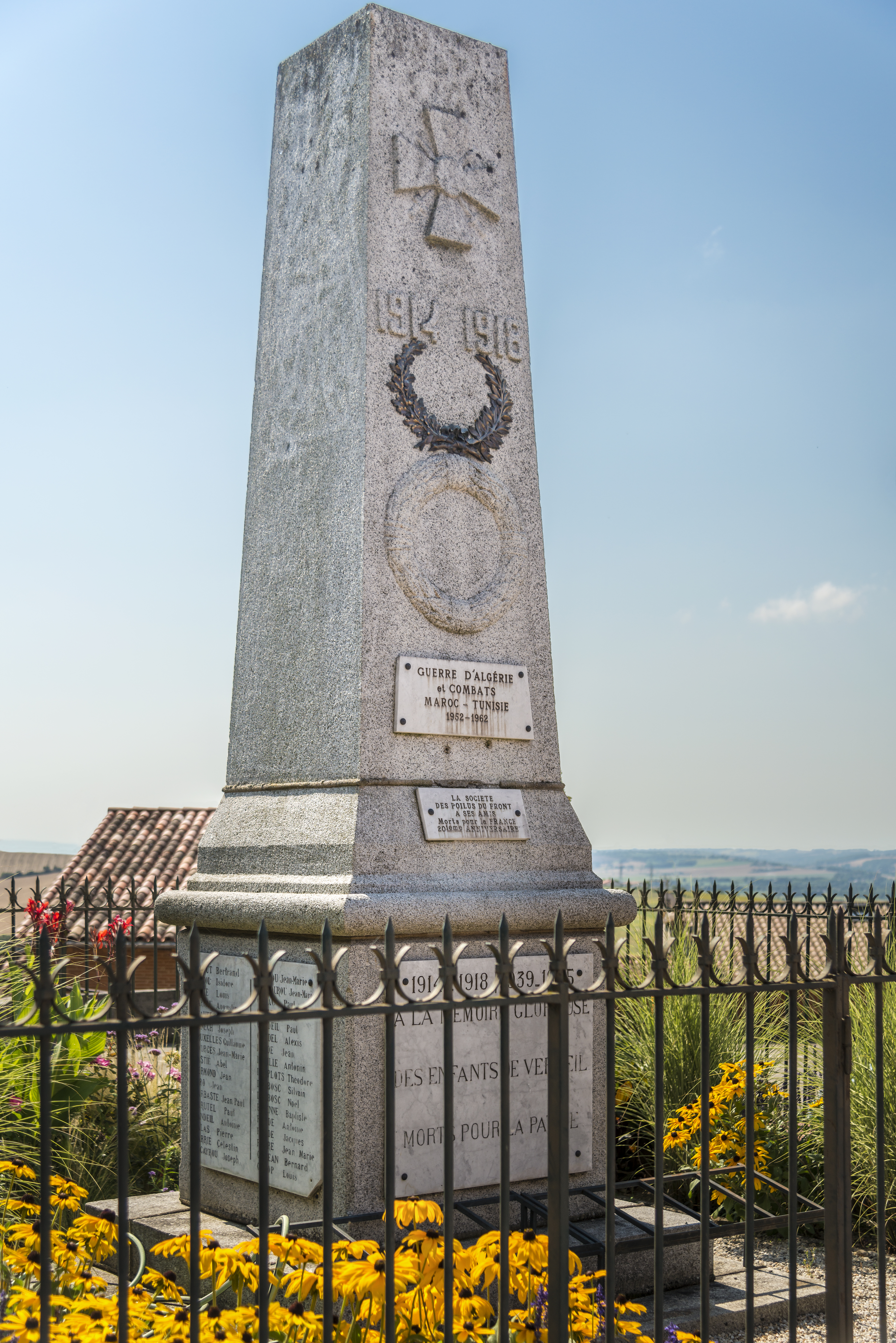
Háborús emlékmű